# インランド・エンパイア (映画)
『インランド・エンパイア』（Inland Empire）は、2006年製作のアメリカ合衆国・ポーランド合作映画である。ローラ・ダーン主演、デヴィッド・リンチ監督、脚本。2007年度全米批評家協会賞 実験的映画賞受賞。
ハリウッドで主役の座を得た女優、ポーランドから密入国しようとする女、そして兎のかぶりものを被った一家の話などが入り乱れるデヴィッド・リンチの新境地を示す作品。

## あらすじ
ハリウッドに住む女優ニッキー・グレイス（ローラ・ダーン）は、『暗い明日の空の上で』という映画の主役に抜擢される。監督（ジェレミー・アイアンズ）、そしてもう一人の主役デヴォン・バーク（ジャスティン・セロウ）と共に製作に意気込むグレイス。
しかしこの映画はいわくつきのポーランド民話を元にした映画『47』のリメイクで、呪われているらしいことが明らかになる。『47』は映画化の際に、主役の2人が謎の死を遂げ製作が中止に追い込まれていたのだ。それでも映画の撮影は進められたが、やがてグレイスの周りで不可解な事が起き出し、現実と映画の世界が交錯しはじめる。

## キャスト
- ローラ・ダーン：ニッキー・グレイス/スーザン・ブルー
- ジェレミー・アイアンズ：キングスリー・スチュワート
- ジャスティン・セロー：デヴォン・バーク/ビリー・サイド
- ハリー・ディーン・スタントン：フレディ・ハワード
- スコット・コフィ：ジャック・ラビット
- ダイアン・ラッド：マリリン・レヴェンス
- ジュリア・オーモンド：ドリス・サイド
- グレイス・ザブリスキー：ビジター1
- メアリー・スティーンバージェン：ビジター2
- ローラ・ハリング：ジェーン
- ナスターシャ・キンスキー：黄色いドレスの女
- ウィリアム・H・メイシー：アナウンサー
- ナオミ・ワッツ：ウサギの声
- マイケル・パレ
- 裕木奈江：ストリートパーソン2

## サウンドトラック
1. David Lynch – "Ghost of Love" (5:30)
2. David Lynch – "Rabbits Theme" (0:59)
3. Mantovani – "Colors of My Life" (3:50)
4. David Lynch – "Woods Variation" (12:19)
5. Dave Brubeck – "Three to Get Ready" (5:22)
6. ボグスワフ・シェッフェル – "Klavier Konzert" (5:26)[1]
7. Kroke – "The Secrets of the Life Tree" (3:27)
8. Little Eva – "The Locomotion" (2:24)
9. David Lynch – "Call from the Past" (2:58)
10. クシシュトフ・ペンデレツキ – "Als Jakob erwachte" (7:27)
11. ヴィトルト・ルトスワフスキ – "Novelette Conclusion" (excerpt) / Joey Altruda – "Lisa" (edit) (3:42)
12. Beck – "Black Tambourine" (film version) (2:47)
13. David Lynch – "Mansion Theme" (2:18)
14. David Lynch – "Walkin' on the Sky" (4:04)
15. David Lynch / Marek Zebrowski – "Polish Night Music No. 1" (4:18)
16. David Lynch / Chrysta Bell – "Polish Poem" (5:55)
17. Nina Simone – "Sinnerman" (edit) (6:40)

## 作品解説
リンチが好きな時に俳優を呼んで自分でカメラをまわしその断片を繋げていくという製作方法だったため、製作期間は2年半にも及んだ。そのため製作会社が資金提供を渋り、結果的にほぼ自主制作映画のような形になってしまった。製作費は監督本人、そしてこの映画のプロデューサーでもある前妻のメアリー・スウィーニーが出費した。また制作費の一部は前3作のリンチ作品にも資金提供したフランスの製作会社Studio Canalが出費した。Studio Canalはこの映画を2006年のカンヌ国際映画祭に出品しようとしたが、製作が間に合わなかったためエントリーすることは叶わなかった。
リンチ本人は映画のことを「トラブルに陥った女の話」（about a woman in trouble）とだけ語っている。

### 脚本
監督の頭の中にはおおよその考えはあったが、まとまった脚本なしで撮影に挑んだため、リンチ本人ですら製作中のインタビューで「この映画の全体がどのように明らかになるのかは私にも分からない」というようなことを述べている。撮影中は監督が毎朝各役者に数ページの書きたての台本を渡していた。

### 撮影
全編デジタルビデオで撮影された。使用したカメラはソニーのDSR-PD150。デヴィッド・リンチは、「今後フィルムを使っての映画製作はしないだろう」と述べている。

### 舞台
映画のほとんどはロサンゼルス、そしてポーランドのウッチで撮影された。ポーランドでは地元の俳優を何人か起用した。

### Rabbits
デヴィッド・リンチの運営する会員制サイトで公開された『Rabbits』の一部が作品内で使用されている。この『Rabbits』にはナオミ・ワッツ、ローラ・ハリングなどが出演しているが、兎のかぶりものを被っているため見分けがつかない。

## プロモーション
一頭の乳牛とともに行ったリンチ自らによるハリウッドの路上でのキャンペーンでは「チーズがなければインランド・エンパイアは無かった」（Without cheese there wouldn't be an Inland Empire）と書かれたバナーを展示し、通行人による問いかけには「チーズは牛乳から作られる」（Cheese is made from milk）と説明している。その様子はYouTube上に個人がアップロードした動画で確認することができる。

## 公開
デヴィッド・リンチが栄誉金獅子賞を受賞した2006年の第63回ヴェネツィア国際映画祭の8日目、9月6日に『インランド・エンパイア』はプレミア上映された。米国内でのプレミア上映は同年10月8日のニューヨーク映画祭にて行われた。日本での劇場公開は2007年7月21日。

## ソフト
この映画の映像ソフトは、リンチの希望により全体を彼がコントロールできる自主配給によって配給されている。リンチと製作会社のStudio Canalとの間には、米国とカナダでの『インランド・エンパイア』の（DVD、テープなどによる）既成の配給、そして（インターネットなどによる）デジタルでの配信を可能にする取り決めが交わされている。
インランド・エンパイアのDVDにはチャプター選択はなく、2ディスクバージョンには90分ほどの未公開シーンが収録、さらにはデヴィッド・リンチがキヌア料理を披露する様子が特典映像として挿入されている。
特典映像としてついているインタビューでリンチ本人は昨今のiPhone等の携帯端末で映画を鑑賞する行為を嘆いている。

## 豆知識
- ナスターシャ・キンスキー、ウィリアム・H・メイシー、ローラ・ハリング、ローラ・ダーンの夫ベン・ハーパーなどがカメオ出演している。ただし、日本公開版ではキンスキーの出番はカットされており､エンドクレジットに少しだけ顔を見せている。
- 裕木奈江は初めライブハウスでのエキストラ役としての出演予定だったが、リンチ監督が気に入り台詞の有るストリートパーソン2の役で出ることとなった。